# 韩家湖
韩家湖是一个位于中国江西省余干县的湖泊，面积约为7平方千米，平均水深约为2米。